# Æglé
Æglé är en opéra-ballet i en akt med libretto av Gudmund Jöran Adlerbeth efter Pierre Laujons Æglé och musiken är skriven av Henrik Philip Johnsen. Koreografin till baletten skrevs av Louis Gallodier. Operan uppfördes första gången 8 juli 1774 på rikssalen i Stockholm som divertimento till skådespelet Birger Jarl och Mechthild.
Operan uppfördes 24 april 1775 på Stora Bollhuset i Stockholm. Den framfördes totalt 29 gånger på Stora Bollhuset mellan 1775 och 1779.

## Roller
| Roller                             | Stämma | Premiärbesättningen på rikssalen 8 juli 1774 (Dirigent: - )                                         | Premiärbesättningen på Stora Bollhuset den 24 april 1775 (Dirigent: - ) |
| ---------------------------------- | ------ | --------------------------------------------------------------------------------------------------- | ----------------------------------------------------------------------- |
| Apollon (Misis)                    |        | Johan Gottfrid Zaar                                                                                 | Carl Stenborg                                                           |
| Aeglé, herdinna                    |        | Lovisa Augusti                                                                                      | Lovisa Augusti                                                          |
| Översteprästinnan i Lyckans tempel |        | Betty Olin                                                                                          | Betty Olin                                                              |
| Prästinnor i Lyckans tempel (kör)  |        | Rosenlund, Söderman, Eklöf, Eckerman, Dyk och Björkman.                                             |                                                                         |
| Herdar och herdinnor (kör)         |        | Pilgren, Linblom, Kihlström, Bonne, Tublin, Åman, Stenborg, Fredrica Ingman, Lindblom och Eckström. |                                                                         |
| Herdar och herdinnor (balett)      | -      | Åkerberg, Slottsberg, Pantaleon, Wetterberg, Vachlin, Stoots, Hedman och Salbeck.                   |                                                                         |